# Carcéral : Dans l'enfer de la taule
Pour plus de détails, voir Fiche technique et Distribution.
Carcéral : Dans l'enfer de la taule (Screwed) est un film britannique réalisé par Reg Traviss, sorti en 2011.

## Synopsis
L'histoire d'un ancien gardien de prison ayant travaillé sept ans dans des prisons britanniques.

## Fiche technique
- Titre : Carcéral : Dans l'enfer de la taule
- Titre original : Screwed
- Réalisation : Reg Traviss
- Scénario : Colin Butts et David Beton
- Musique : George Kallis
- Pays d'origine : Royaume-Uni
- Format : Couleurs - 2,35:1
- Genre : drame
- Date de sortie : 2011

## Distribution
- James D'Arcy : Sam
- Noel Clarke : Truman
- Frank Harper : Deano
- Kate Magowan : Danielle
- Jamie Foreman : Rumpole
- David Hayman : Keenan
- Cal MacAninch : Eddie
- Heather Peace : Charlie
- Joe Gilgun : Karl
- Craig Russell : Ricky